# Sankt Johann im Pongau
Sankt Johann im Pongau är en stad och kommun i förbundslandet Salzburg i Österrike. Kommunen har 11 628 invånare (2024), på en yta av 78,15 km². Sankt Johann im Pongau är huvudort i distriktet med samma namn.

## Historia
Från 1941 och framåt fanns ett ökänt fångläger i Markt Pongau, kallat Stalag XVIII C (317). Anläggningen, på 8 hektar, var byggd för 10 000 fångar, men ibland hölls uppåt 30 000 fångar där. Västmakternas fångar skyddades av Genèvekonventionen, men de sovjetiska fångarna led svårt av hunger och kyla. Det enda som finns kvar och påminner om detta är en kyrkogård med svarta kors.

## Turism
Orten är ett känt resmål för skidturister. Det finns en lift som går direkt ifrån centrum upp till pisten. På sommaren kommer många vandringsturister.

## Indelning
Kommunen består av tio orter (Ortschaften) (inom parentes invånarantal 1 januari 2024):

- Einöden (281)
- Floitensberg (160)
- Ginau (29)
- Hallmoos (48)
- Maschl (975)
- Plankenau (1 789)
- Reinbach (2 257)
- Rettenstein (864)
- Sankt Johann im Pongau (4 912)
- Urreiting (313)